# Klopfgeist
Klopfgeist is een Nederlands muzieklabel dat zich richt op het uitbrengen van elektronische muziek. Het label is opgericht in 2008 in Leeuwarden. Sinds 2010 opereert het label naast Leeuwarden ook vanuit Berlijn. De focus van het label richt zich op de stromingen techhouse, minimal, progressive en house. Het label profileert zich echter ook als vernieuwend en grensoverschrijdend. het platenlabel werkt samen met lokale producers, die ook op het label uitgeven en dj's die zowel in binnen- als buitenland actief zijn.

## Artiesten
Enkele artiesten die op Klopfgeist hebben uitgebracht zijn: Andreas Bergmann, Malbetrieb, Bar27, Julian Neumann, Neo Young, George Hefner, Robert Mertin, El-P, Immer, Navar, Détaché en Freak Strano.
Op Klopfgeist zijn o.a. remixen verschenen van: Darko Esser, Lauhaus, Remy en Taras van de Voorde.